# CANT Z.501 Gabbiano
КАНТ Ц.501 «Чайка» (итал. CANT Z.501 «Gabbiano») — итальянский гидросамолёт времен Второй мировой войны. Разработан конструкторами фирмы CRDA под руководством Филиппо Цаппата.

## История
В начале 1930-х годов командование Королевских ВМС Италии распорядилось начать разработку летающей лодки для замены старой модели Savoia-Marchetti S.78. Работа была поручена фирме CANT и авиационному конструктору Филиппо Цапатто, который имел большой опыт, ранее стажируясь и работая во французской авиастроительной фирме Bleriot.
В 1934 году новый гидроплан Z.501 Gabbiano (Чайка) был представлен. Это был моноплан-парасоль деревянной конструкции с однокилевым оперением. Фюзеляж лодки двухреданый. Кабина пилотов располагалась перед передней кромкой крыла. В носовой части находилось место наблюдателя и стрелка. Второй стрелок располагался на мотогондоле, третий за крылом. В качестве стрелкового вооружения выступали пулемёты Lewis. Самолёт оснащался одним рядным двигателем Isotta Fraschini «Asso» 750R мощностью 750 л. с. и трёхлопастным винтом постоянного шага. Экипаж составлял 5 человек, бомбовая нагрузка до 640 кг.
Испытания начались в марте 1934 года и проходили более полугода. Опытную машину фирма CANT решила прорекламировать в целях поиска возможных иностранных покупателей. Самолёт пролетел 4130 км через Турцию, СССР, Грецию, Румынию и Болгарию. Гидропланом заинтересовались румыны, которые закупили 12 единиц для своего флота и позже во время Второй мировой войны патрулировали акваторию Чёрного моря. Кроме того, некоторое количество гидропланов было передано франкистам во время гражданской войны в Испании, а также использовались авиационной группой Aviazione Legionaria, входившей в состав итальянского экспедиционного корпуса.
С 1935 года развернулось массовое производство Z.501. Часть серийных машин комплектовалась двигателями «Asso» XI RC-15, развивавшие мощность 900 л. с., вместо пулемётов Lewis устанавливались итальянские Breda-SAFAT. Производство самолёта осуществлялось фирмами CANT и Aeronautica Sicula, расположенной на Сицилии.
К 1939 году Королевские ВВС Италии располагали более 200 Z.501. После начала Второй мировой войны в жёстких боевых условиях выяснились все недостатки «Чайки». Медлительный и маломанёвренный гидроплан мог стать лёгкой целью для любого вражеского истребителя. Только к концу 1940 года итальянцы потеряли 62 машины этого типа. Тем не менее, нехватка современных самолётов и большое количество стратегических морских портов в стране заставили итальянцев использовать этот тип самолёта до конца войны.
Как и многие другие типы военной техники и вооружения, после капитуляции итальянцев в сентябре 1943 года Z.501 достались немцам, которые часть летающих лодок передали ВВС Итальянской социальной республики. К 1943 году на «Чайки» была возложена миссия по поисково-спасательным работам на море. Постепенно число «Чаек» сокращалось. К 1944 году их оставалось не более двух десятков. После войны их использование продолжалось до 1950 года.

## Страны-эксплуатанты
- Италия
- Италия
- Испания
- Румыния

## Технические характеристики
- Длина — 14,95 м
- Размах крыла — 22,50 м
- Площадь крыла — 62,00 м.кв.
- Высота — 4,43 м
- Вес пустого — 3850 кг
- Вес взлётный (vмакс.) — 7035 кг
- Скорость максимальная — 275 км\ч
- Скорость крейсерская — 196 км\ч

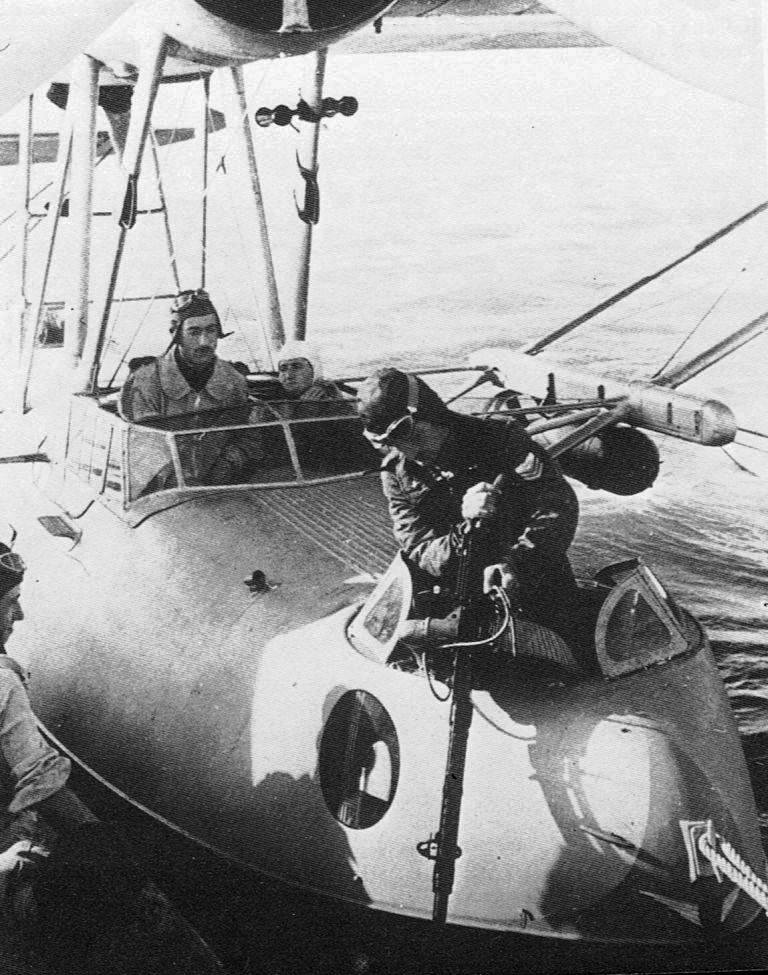
Расположение переднего стрелка

- Скороподъёмность (время набора высоты) — 225 м\мин
- Дальность — 2600 км
- Потолок — 7000 метров
- Экипаж — 4—5 человек
- Двигатель — один звездообразный Isotta Fraschini «Asso» XI (750R), мощностью 750 л. с.
- Вооружение — три оборонительных 7,7-мм пулемёта Breda-SAFAT
- Бомбовая нагрузка — до 640 кг бомб